# Lierbanen
Lierbanen var en norsk privatbane, der gik fra Lier på Drammenbanen til Svangstrand ved Tyrifjorden. Den blev åbnet 12. juli 1904. Person- og godstrafikken blev indstillet 23. oktober 1932, men strækningen Lier-Tronstad Bruk blev fra 1934 til 1936 udlejet som industribane til Tronstad Bruk. Banen blev endeligt nedlagt 1. januar 1937. Banen var 20,6 km lang, havde en sporvidde på 1.067 mm og havde otte stationer. Stationsbygninger i Utengen og Svangstrand eksisterer stadig. Fra Svangstrand ved Holsfjorden var det muligt at rejse videre med dampskib til Sundvollen.
Det meste af den gamle trace er nu vej, mellem Renskaug og Landfallenga med navnet Linjeveien og mellem Egge og Tronstad med navnet Baneveien.